# Gordon Bennett (artiste)
Pour les articles homonymes, voir Gordon Bennett et Bennett.
Gordon Bennett (Monto, 1955 - Brisbane, 2014) est un artiste peintre et graveur australien d'origine aborigène et britannique. Actif toute sa vie à Brisbane, Bennett est une figure importante de l'art en Australie et de l'art aborigène contemporains.
Bennett remet en question les stéréotypes raciaux ainsi que l'identité nationale et l'histoire de l'Australie en intégrant dans son art des éléments techniques et thématiques provenant à la fois des cultures aborigène et occidentale.

## Biographie
Gordon Bennett naît à Monto, dans le Queensland, en Australie, le 3 juin 1944, d'un père anglais et d'une mère aborigène qui fait partie de la « génération volée » : élevée dans un orphelinat pour être mariée à un homme blanc,,. Gordon grandit jusqu'à ses quatre ans dans l'État de Victoria, quand sa famille retourne au Queensland, dans la ville de Nambour. Il ne découvre réellement ses origines aborigènes qu'à l'âge de onze ans, et prend conscience de l'image des Aborigènes et de la culture dominante blanche.
Bennett fréquente le lycée d'État de Nambour (en), mais le quitte à quinze ans pour faire différents petits boulots avant de suivre des études d'art au Queensland College of Art (en), à Brisbane, de 1986 à 1988.
Gordon Bennett se marie avec Leanne, avec qui il a une fille et reste marié jusqu'à sa mort.
Une partie de son travail porte sur ce qu'il a vu quand il était jeune. Sa peinture de 1991, Nine Ricochets (« Neuf ricochets »), lui permet de remporter la bourse Moët & Chandon d'Art australien, et il s'impose rapidement comme une figure de proue du monde de l'art en Australie. Il s'installe et travaille toute sa vie à Brisbane, où il produit des peintures, des estampes et travaille dans le multimédia.
En 1997, une première monographie sur son œuvre est publié : The Art of Gordon Bennett, d'Ian McLean.
Bennett a exprimé son inconfort d'être considéré comme un représentant des peuples autochtones ou d'être même considéré comme un artiste aborigène, et dans un manifeste (ou dans un « orteil de manifeste » — Manifest toe —, comme il l'appelle lui-même) publié en 1996, il évoque son souhait « d'éviter le confinement banal en tant qu'aborigène professionnel, qui donne une mauvaise image [de lui] et nie [son] éducation et [son] héritage écossais et anglais. ». Son art montre d'ailleurs un attachement aux deux cultures, comme peut le symboliser son œuvre Terra nullius (1995), dans laquelle l'Union Jack recouvre des images d'Aborigènes d'Australie. Il souhaite que sa fille puisse grandir dans une société où sa vie ne serait pas définie par sa race ; cette confrontation au racisme en Australie (en) est un thème régulier dans l'œuvre de Bennett.
En 2004, Bennett coorganise avec Peter Robinson une exposition à quatre mains, Three Colours, présentée dans plusieurs galeries d'art de l'État de Victoria, dont le Heide Museum of Modern Art (en), la Shepparton Art Gallery, la Bendigo Art Gallery et la Ballarat Fine Art Gallery. 
Un recensement de son œuvre est organisé dans toutes les galeries d'Australie de 2007 à 2009.
À la fin 2007, il a une exposition personnelle à la National Gallery of Victoria, qui place ses œuvres sur le colonialisme dans un contexte international. À partir de 1992, Bennett expose son travail dans les biennales dans de nombreuses villes, dont Sydney, Venise, Gwangju, Shanghai, Prague (en) et Berlin, ainsi que la prestigieuse dOCUMENTA (13) de Cassel, en Allemagne (2012),.
Gordon Bennett meurt à Brisbane le 3 juin 2014.

## Œuvre
Considéré comme l'un des artistes contemporains les plus importants et engagés de son pays, Gordon Bennett cherche, à travers un art « humain et audacieux », à questionner les stéréotypes raciaux ainsi que l'identité nationale et l'histoire de l'Australie,,.
Il étudie également le rôle de la langue et des systèmes de pensée dans l'élaboration de son identité,. Son œuvre est guidé par une esthétique postmoderniste qui lui permet de déconstruire et de représenter les histoires et politiques qui déterminent des identités, ainsi que les paysages sociaux nationaux et internationaux dans lesquels on cherche à trouver sa place. En 2010-2013, Bennett impose dans Abstraction (Native) le visage de l'homme politique et activiste social australien Peter Garrett (anciennement le leader du groupe de rock australien Midnight Oil) sur une figure humaine abstraite. Dans la série de peintures Welt (années 1990), il peint sur la surface créée « scarifiée » des peintures goutte à goutte inspirées de Jackson Pollock en noir mat ; la surface texturée fait référence à l'empreinte coloniale de l'esclavage noir mondial. Dans Ahistorical Subject (1993), il se sert à nouveau de cette technique de Pollock pour la combiner avec des techniques de peinture au sable utilisée par la tribu Navajo afin de dépeindre le drapeau aborigène australien. Ainsi, Bennett puise autant dans les sources indigènes qu'occidentales, remettant en question la notion de culture dominante,.
Rejetant ainsi les stéréotypes raciaux, il se libère de toute catégorisation comme artiste indigène en créant en 1995 un alter ego inspiré du pop art, « John Citizen », qu'il considère comme étant une abstraction de l'Australien moyen,,. Bennett critique l'histoire coloniale et le présent post-colonial de l'Australie. Son leit-motiv est de remettre en question la façon dont son histoire définit une personne afin d'être libre,.
Vers la fin des années 1990, Bennett crée une espèce de dialogue entre son art et celui de Jean-Michel Basquiat, un artiste américain d'origines diverses qui est lui aussi confronté à son image mais qui possède également une tradition occidentale en même temps qu'une obsession pour le dessin, la sémiotique et le langage visuel,. En réponse aux attentats du 11 septembre 2001, il Bennett réalise la série Notes to Basquiat, qu'il fait suivre en 2003 de la série Camouflage, en référence à la guerre d'Irak et aux problèmes consécutifs à la culture du secret,.
Gordon Bennett explore différents supports, comme l'attestent ses séries de peintures « rayées » (comme Number Nine, 2008, peinture au polymère synthétique sur lin), l'huile et polymère synthétique sur toile Possession Island (Abstraction) (1991), l'acrylique sur lin Number Fourteen (2005) ou la série d'estampes How to Cross the Void (1993, vernis mou). Il réalise aussi des installations et de l'art vidéo. Ces différents supports font appel à de nombreuses sources et styles différents, parmi lesquels l'expressionnisme abstrait et une esthétique de motifs de points inspirée du mouvement artistique Papunya Tula, et en particulier du processus d'impression Benday du désert occidental australien,.

## Postérité
Plusieurs institutions conservent des œuvres de Gordon Bennett, dont le musée d'Art contemporain d'Australie et la Queensland Art Gallery.
En 2017, la Tate Modern de Londres acquiert une œuvre de Gordon Bennett comme cheffe de file dans le cadre d'une volonté d'expansion de sa collection sur l'art en Australie.